# Verzorgingsplaats Leikant
Verzorgingsplaats Leikant is een Nederlandse verzorgingsplaats aan de A58 Vlissingen-Eindhoven tussen afritten 12 en 11 ten zuiden van Tilburg, in de gemeente Tilburg.
De verzorgingsplaats dankt haar naam aan de oude veldnaam Leijkant voor een nabijgelegen gebied. Deze naam is weer ontleend aan het riviertje de Oude Leij, dat er langs stroomt. Hierop komt een ander riviertje uit, De Blaak, waarnaar de tegenovergelegen verzorgingsplaats Blaak is vernoemd.
Verzorgingsplaats Leikant wordt gebruikt als homo-ontmoetingsplaats.
Richting Vlissingen: Kriekampen · Brehees · Blaak · Molenheide · Lage Aard · Bremberg · Hoezaar · Spuitendonk · Wouwse Tol Noord · 't Scheld · Vliete · Selnisse
Richting Eindhoven: Arnemuiden · Vliedberg · Voetpomp · Het Rak · Wouwse Tol Zuid · Mastpolder · Liesbos · Hooge Aard · Raakeind · Leikant · Kerkeind · Kloosters